# German Sztyepanovics Tyitov
German Sztyepanovics Tyitov (Oroszul: Герман Степанович Титов) (Szovjetunió, Verhnyeje Zsilino, 1935. szeptember 11. – Moszkva, 2000. szeptember 20.) szovjet űrhajós, a légierő vezérezredese.

## Űrhajós pályafutása
A sztálingrádi (ma Volgográd) katonai repülőiskola elvégzése után 1957-ben repülőtisztté avatták. 1960-tól űrhajóskiképzésben vett részt. A Zsukovszkij Akadémián 1968-ban repülőmérnöki képesítést szerzett.
Az első Föld körüli űrrepülésre 1961. január 18-án Gagarin mellett Tyitovot jelölték ki. Az első űrhajós személyéről az űrhajózási állami bizottság a start napjának reggelén döntött: Gagarin repülhetett, Tyitov tartalék lett.
1961. augusztus 6-án reggel 9-kor indult (moszkvai idő szerint) a Vosztok–2, a szovjet Vosztok-program második emberes küldetése German Tyitovval a fedélzetén. Tyitov az első űrhajós, aki 1 napnál többet tartózkodott az űrben. 25 óra 18 perc alatt 17-szer látta felkelni és lemenni a Napot. Tyitov egyik feladata volt a kézi irányítás kipróbálása, ami sikeres volt. Kíváncsiak voltak, milyen hatással van a tartós súlytalanság az emberre. Ő lett az első űrbetegség sújtotta űrhajós. 7 órát aludt (így ő lett az első, aki súlytalanságban aludt), alvás után mérséklődött űrbetegsége. Tyitov volt az első űrhajós, aki fényképeket készített a Földről. Tyitov 25 évesen és 329 naposan a legfiatalabb űrhajós, aki űrrepülést végzett.

## Politikai pályafutása
A Szovjetunió Legfelső Tanácsának tagja (1962-1970). Az orosz parlamentben a kommunista párt képviselője volt (1995-1999).

## Újságírás
Az Aviacija i Koszmonavtyika folyóirat főszerkesztő-helyettese volt.

## Sikerei, díjai
A Szovjetunió Hőse. Tiszteletére a Hold túlsó oldalán krátert neveztek el.

## Írásai magyarul
- Kék bolygóm (Kárpáti Kiadó-Madách Kiadó, 1976, Kozmosz Könyvek) ISBN 963-211-140-0
- Kék bolygóm; ford. Olexo Anna, versford. Kulcsár Tibor; Kárpáti–Madách–Kozmosz Könyvek, Uzsgorod–Bratislava–Bp., 1976

## Magánélete
1958-ban elvette feleségül Tamara Vasziljevna Cserkaszt, akitől egy fia, Igor (a kisfiú csecsemőkorában meghalt) és két lánya, Tatyjana és Galina született.

## Halála
65 évesen hunyt el szén-monoxid-mérgezés következtében.